# 史大卓
史大卓（1960年—），汉族，中华人民共和国政治人物、第十一届全国政协委员。
加入九三学社，担任中国中医科学院西苑医院副院长。2008年，当选第十一届全国政协委员，代表医药卫生界，分入第四十五组。